# Utricularia troupinii
Utricularia troupinii är en tätörtsväxtart som beskrevs av Peter Geoffrey Taylor. Utricularia troupinii ingår i släktet bläddror, och familjen tätörtsväxter. Inga underarter finns listade i Catalogue of Life.